# The Best of the Pink Floyd
The Best of the Pink Floyd je první výběrové album britské skupiny Pink Floyd. Bylo vydáno v červenci 1970 (viz 1970 v hudbě), roku 1974 (viz 1974 v hudbě) vyšla reedice alba pod názvem Masters of Rock, která využila úspěchu alba The Dark Side of the Moon.
Album The Best of the Pink Floyd je tvořeno především britskými singly skupiny Pink Floyd, které vyšly v letech 1967 a 1968 (celkem čtyři singly včetně B stran). Těchto osm písní je doplněno dvěma skladbami z alba The Piper at the Gates of Dawn.
Deska je cenná kvůli prvnímu vydání stereo verze singlu „Apples and Oranges“, a také kvůli tomu, že byla jediným LP, kde se nacházela skladba „It Would Be So Nice“. Zdejší verze pro rádia obsahuje mírně změněný text (místo „the Evening Standard“ je zde „the Daily Standard“). Píseň „Matilda Mother“ je na přebalu chybně uvedena jako „Mathilda Mother“.
V roce 2005 vyšla na gramofonových deskách falešná verze alba The Best of the Pink Floyd s odlišným seznamem skladeb, která je často prodávána na internetových aukcích.

## Seznam skladeb
Všechny skladby napsal(i) Syd Barrett, vyjma těch, kde je uveden autor. 
| Strana 1 | Strana 1                | Strana 1 | Strana 1                              | Strana 1 |
| Pořadí   | Název                   | Autor    | Původní album                         | Délka    |
| -------- | ----------------------- | -------- | ------------------------------------- | -------- |
| 1.       | Chapter 24              |          | The Piper at the Gates of Dawn (1967) | 3:36     |
| 2.       | Mathilda Mother         |          | The Piper at the Gates of Dawn (1967) | 3:03     |
| 3.       | Arnold Layne            |          | singl (1967)                          | 2:51     |
| 4.       | Candy and a Currant Bun |          | B strana singlu „Arnold Layne“ (1967) | 2:38     |
| 5.       | The Scarecrow           |          | The Piper at the Gates of Dawn (1967) | 2:07     |

| Strana 2 | Strana 2                                           | Strana 2 | Strana 2                                     | Strana 2 |
| Pořadí   | Název                                              | Autor    | Původní album                                | Délka    |
| -------- | -------------------------------------------------- | -------- | -------------------------------------------- | -------- |
| 1.       | Apples and Oranges (stereo mix)                    |          | singl (1967)                                 | 3:01     |
| 2.       | It Would Be So Nice (alternativní verze pro rádia) | Wright   | singl (1968)                                 | 3:39     |
| 3.       | Paint Box (stereo mix)                             | Wright   | B strana singlu „Apples and Oranges“ (1967)  | 3:27     |
| 4.       | Julia Dream                                        | Waters   | B strana singlu „It Would Be So Nice“ (1968) | 2:28     |
| 5.       | See Emily Play                                     |          | singl (1967)                                 | 2:50     |